# Elisabeth Lichtenberger
Elisabeth Lichtenberger, née Elisabeth Czermak le 17 février 1925 et décédée le 14 février 2017 à Vienne, est une géographe autrichienne, professeure à l'université de Vienne. Au cours de son travail universitaire, elle s'est consacrée principalement aux recherches urbaine et régionale, aux recherches sur la montagne et, dans les années 1990, aux recherches sur les transformations géopolitiques.

## Carrière universitaire
Elisabeth Lichtenberger étudie la géographie, la géologie et l'histoire à l'université de Vienne à partir de 1945 et réussi l'examen permettant d'enseigner dans les écoles secondaires en 1948. Un an plus tard, elle obtient son doctorat sous la direction de Johann Sölch : sa thèse porte sur la morphologie des Alpes de Gailtal orientales. Elle entame alors une carrière universitaire en tant qu'assistante puis assistante principale de Hans Bobek à l'Institut de géographie de l'université de Vienne, combiné à un poste d'enseignante à la faculté de géographie culturelle. En 1965, elle obtient son diplôme de professeure en géographie à l'université de Vienne; son travail s'intitule Die Geschäftsstraßen Wiens. Eine statistisch-physiognomische Analyse (en français, Les rues commerciales de Vienne. Une analyse statistique et physionomique).
Entre 1968 et 1972, elle est professeure invitée à Ottawa (Canada), à Kent (Ohio, États-Unis) et à Erlangen (Allemagne). Lors de l'hiver 1987-1988, elle est chercheuse invitée à l'université de Californie à Berkeley aux États-Unis.
De 1972 à 1995, Lichtenberger est professeure titulaire en géographie, analyse spatiale et aménagement du territoire à l'Institut de géographie et de recherche régionale de l'université de Vienne. Elle est la première femme à occuper un poste de cette importance en Autriche. Elle fonde la branche d'études « Analyse spatiale et aménagement du territoire » (Raumforschung und Raumordnung).
En 1988, elle fonde également l'Institut de recherches urbaines et régionales de l'Académie autrichienne des sciences à Vienne. Elle coordonne également le programme prioritaire « Autriche. Espace et société » (Österreich. Raum und Gesellschaft) du Fonds pour la promotion de la recherche scientifique (en) (Fonds zur Förderung der wissenschaftlichen Forschung - FWF).
De 1985 à 1996, elle est présidente du Comité national autrichien pour l'Union géographique internationale.
Elle est enterrée à l'Ottakringer Friedhof (de).

## Travaux de recherche
Elisabeth Lichtenberger s'intéresse particulièrement dans ses recherches à trois domaines : la montagne, la géographie urbaine et régionale, et l'identité culturelle.
Dans ses recherches sur la montagne, elle analyse la crise de l'agriculture et du peuplement aux altitudes élevées lors du développement du tourisme lié aux nouvelles formes de loisir, notamment dans les Alpes.
Sur les villes, elle s'inscrit dans la tradition de la géographie régionale. Elle étudie également l'urbanisme moderne.
Dans ses travaux sur l'identité culturelle, elle analyse les fondements sociopolitiques du développement régional en Europe.

## Adhésions à des académies
- Academia Europaea, Londres.
- Membre de la British Academy.
- Véritable membre de l'Académie autrichienne des sciences.
- Membre correspondante de l'Académie pour la recherche spatiale et l'aménagement du territoire (de) (ARL), Hanovre.

## Récompenses
- 1967 : Prix Cardinal Innitzer
- 1968 : Dr. Prix Theodor Körner
- 1985 : Prix universitaire de l'économie viennoise
- 1986 : Médaille d'or d'honneur de la capitale fédérale Vienne
- 1986 : Membre honoraire de la Société de géographie de Francfort
- 1987 : Membre honoraire de la Société géographique hongroise
- 1989 : Médaille Hermann Haack de la Société de géographie de la RDA
- 1994 : Doctorat honorifique de l'université de Chicago
- 1994 : Membre honoraire de la Société Géographique Italienne
- 1996 : Médaille Hauer de la Société de géographie autrichienne
- 1996 : Membre honoraire de la Royal Geographical Society
- 1999 : Décoration d'honneur autrichienne pour la science et l'art
- 2000 : Prix Cardinal Innitzer (Grand Prix)
- 2001 : Docteure honoris causa de l'Université de Leipzig
- 2009 : Prix scientifique de l'État de Basse-Autriche

## Publications principales
Lichtenberger est l'autrice de 20 livres et 230 essais sur (entre autres) la recherche comparative sur les métropoles, la recherche sur les montagnes en géographie culturelle, les systèmes politiques, les transformations en Europe centrale et orientale :
- (de) Elisabeth Lichtenberger, Das Bergbauernproblem in den österreichischen Alpen. Perioden und Typen der Entsiedlung, t. 9 : Erdkunde (Article scientifique), 1965 (lire en ligne), p. 39-57

- (de) Elisabeth Lichtenberger et H. Bobek, Wien. Bauliche Gestalt und Entwicklung., Bohlau Verlag, 1978, 2e éd. (1re éd. 1966), 394 p. (ISBN 3205000153)
- (de) Elisabeth Lichtenberger, Wirtschaftsfunktion und Sozialstruktur der Wiener Ringstraße, Boehlau Wien, 15 juin 1970, 268 p. (ISBN 3205082656)
- (en) Elisabeth Lichtenberger, The Eastern Alps : Problem Regions of Europe, Oxford University Press, 1975, 48 p. (ISBN 978-0199131068)
- (de) Elisabeth Lichtenberger, Die Wiener Altstadt. Von der mittelalterlichen Bürgerstadt zur City., Deuticke, 1977 (ISBN 978-3700544289)
- (de) Elisabeth Lichtenberger, Stadtgeographischer Führer Wien., Borntraeger, 1978 (ISBN 3443160085)
- (de) Elisabeth Lichtenberger, Gastarbeiter – Leben in zwei Gesellschaften., Wien, Köln, Graz, H. Böhlaus, 1984 (ISBN 978-3-205-07217-1)
- (de) Elisabeth Lichtenberger, Stadtgeographie – Begriffe, Konzepte, Modelle, Prozesse., t. I (réimpr. 1991 et 1998) (1re éd. 1986) (ISBN 978-3-519-23424-1)
- (de) Elisabeth Lichtenberger, Heinz Fassmann et D. Mühlgassner, Stadtentwicklung und dynamische Faktorialökologie., Vienne, 1987 (ISBN 978-3-7001-1014-9)
- (de) Elisabeth Lichtenberger, Stadtverfall und Stadterneuerung., Vienne, Académie autrichienne des sciences, 1990, 270 p. (ISBN 978-3-7001-1795-7)
- (de) Elisabeth Lichtenberger, Die Zukunft von Ostmitteleuropa. Vom Plan zum Markt., Vienne, Académie autrichienne des sciences, 1991 (ISBN 9783901154010)
- (it) Elisabeth Lichtenberger, Geografia dello spazio urbano., Milan, Unicopli, 1993, 278 p. (ISBN 88-400-0284-7)
- (en) Elisabeth Lichtenberger, Vienna. Bridge Between Cultures. : World cities series, 1993, 212 p. (ISBN 978-1852930660)
- (de) Elisabeth Lichtenberger, Wien-Prag. Metropolenforschung., Vienne, Cologne et Weimar, Böhlau, 1993, 193 p. (ISBN 978-3-205-98033-9)
- (de) Elisabeth Lichtenberger, Z. Czéfalvay et M. Paal, Stadtverfall und Stadterneuerung in Budapest. : Vor der politischen Trendwende und heute, vol. 12 : Beiträge zur Stadt- und Regionalforschung, Vienne, Académie autrichienne des sciences, 1994, 165 p. (ISBN 978-3-7001-2169-5)
- (de) Elisabeth Lichtenberger, Gelebte Interdisziplinarität., Académie autrichienne des sciences, 1995 (ISBN 978-3-7001-2225-8)
- (de) Elisabeth Lichtenberger et Heinz Fassmann, Märkte in Bewegung., Böhlau, 1995, 296 p. (ISBN 3205982126)
- (de) Elisabeth Lichtenberger, Österreich. Geographie, Geschichte, Wirtschaft, Politik., Wissenschaftliche Buchgesellschaft - [Société du livre scientifique], 2013 (1re éd. 2002) (ISBN 978-3-534-25461-3)
- (en) Elisabeth Lichtenberger, Austria. Society and Regions., Vienne, Académie autrichienne des sciences, 2000, 491 p. (ISBN 978-3-7001-2775-8)
- (de) Elisabeth Lichtenberger, Die Stadt. Von der Polis zur Metropolis., Darmstadt, 2011 (1re éd. ?) (ISBN 978-3-89678-766-8)
- (de) Elisabeth Lichtenberger, Europa. Geographie, Geschichte, Wirtschaft, Politik., Darmstadt, 2005 (ISBN 978-3-89678-543-5)
- (de) Elisabeth Lichtenberger, Die Entwicklung der Geographie als Wissenschaft im Spiegel der Institutionspolitik und Biographieforschung. : Vom Großstaat der k.u.k. Monarchie zum Kleinstaat der Zweiten Republik., Mensch.Raum.Umwelt (Article scientifique), Vienne, Hrsg. R.Musil, C.Staudacher, 2009 (ISBN 978-3-901313-20-2, lire en ligne), p. 13-51